# Исмаил, Шериф
Шериф Исмаил (араб. شريف إسماعيل‎; 6 июля 1955, Каир — 4 февраля 2023, Каир) — египетский государственный и политический деятель, министр нефти с 16 июля 2013 по 12 сентября 2015 года, премьер-министр Египта с 19 сентября 2015 по 14 июня 2018 года.

## Биография

### Карьера
Исмаил Шериф родился 6 июля 1955 года в Египте. В 1978 году окончил факультет механики университета Айн-Шамс со степенью бакалавра инженерии.
Проработав некоторое время в компании «Mobil», в 1979 году Исмаил перешёл в государственную нефтехимическую и газовую компанию «Enppi». Начав с простого инженера, впоследствии он стал членом совета директоров и генеральным директором по техническим вопросам этой компании. С 2000 по 2005 год Исмаил занимал пост заместителя министра нефти по нефтегазовым операциям. Позже он был исполнительным заместителем председателя, а затем председателем Египетской нефтехимической холдинговой компании (ECHEM), созданной в 2002 году. В 2005 году Исмаил был назначен председателем Египетской холдинговой компании природного газа (EGAS), позже — управляющим директором Нефтяной холдинговой компании Гануб Эль-Вади (GANOPE), а в 2007 году и её председателем. На этих постах он наладил экспорт газа в Иорданию, Израиль и Испанию, считая его прибыльным делом, приносящим стране валюту. При этом, в 2005 году правительство согласилось экспортировать газ в Израиль по ценам ниже средних международных, в результате чего страна потеряла миллионы, и после расследования в 2012 году министр нефти Самех Фахми и лучший друг свергнутого президента Хосни Мубарака Хусейн Салем были приговорены к 15 годам тюрьмы за разбазаривание государственных средств, в чём показания Исмаила сыграли важную роль. В 2013 году он ушёл со всех постов.

### Министр нефти
После военного переворота и свержения президента Мухаммеда Мурси, 16 июля 2013 года премьер-министр Хазем аль-Баблауи в новом правительстве назначил Исмаила на пост министра нефти, взамен Шерифа Хадары. В первом заявлении после присяги он обозначил приоритеты промышленности Египта, заключающиеся в максимальном удовлетворении внутренних потребностей рынка нефтепродуктов и природного газа путём увеличения темпов производства из открытых месторождений, поощрения иностранных партнеров и инвестиций, ускорения процессов развития и углубления научно-исследовательской деятельности. В этот же день Исмаил пообещал закончить работу над мерами по обеспечению Египта топливом и бензином на ближайшие три месяца, а между Каиром и Триполи было заключено соглашение о ежемесячных поставках миллионов баррелей ливийской нефти.
После неожиданной отставки Баблауи, Исмаил сохранил свою должность в первом, втором и третьем правительствах премьер-министра Ибрагима Махляба. При министре Исмаиле правительство повысило цены на топливо на 78 процентов, с тем чтобы урезать субсидии в рамках более широкого плана по сокращению дефицита бюджета с 12 до 10 % ВВП в 2013/2014 финансовом году, а итальянская компания «Eni» объявила об открытии крупнейшего в Средиземном море месторождения размером около 100 квадратных километров и объёмом в 30 кубических футов природного газа в море у северного побережья Египта. В ходе визита членов правительства в Италию, 24 июля 2015 года были подписаны восемь соглашений о сотрудничестве в сфере энергетики на сумму в 8 млрд 488 млн долларов, включая договор, дополняющий рамочный документ о совместной разработке разведанного «Eni» крупного газового месторождения в офшорной зоне дельты Нила с целью увеличения мощности газовой станции Абу-Мади, а также протокол, предусматривающий реализацию капиталовложений на сумму 5 млрд долларов в предстоящие четыре года для добычи 200 млн баррелей нефти и около 37 млрд кубометров газа. Параллельно Исмаил отметил, что на разработку данного месторождения под названием «Шурук» уйдет четыре года, при том, что обнаружение такого размера запасов природного газа не скажется на переговорах о закупках этого ресурса в Израиле. Также был подписан контракт с британской компанией «BP» на сумму 12 миллиардов долларов на разработку недавно открытых залежей нефти и газа в долине Нила, а с правительством Кипра была достигнута договоренность о поставках на египетские заводы по прямому трубопроводу природного газа, добываемого на месторождении «Афродита», как для удовлетворения внутренних потребностей, так и для возможного реэкспорта в другие страны. Помимо этого, была достигнута договоренность с российской компанией «Газпром» по поставке в Египет 35 партий сжиженного природного газа в 2015-2019 годах в рамках долгосрочного партнёрства, параллельно с тем, что вторая по величине российская нефтяная компания «Лукойл» нарастила добычу до 16%.

### Премьер-министр Египта
12 сентября 2015 года Махляб объявил об отставке правительства, принятой президентом Абдул-Фаттахом Ас-Сиси, попросившим его продолжать выполнять свои обязанности до формирования нового кабинета министров, порученного Шерифу Исмаилу. 19 сентября Исмаил перед президентом Ас-Сиси привёл к присяге правительство, состоящее из 33 министров, 16 из которых являются новыми, но не занявшими ни один из ключевых постов. На посту министра нефти Исмаила сменил Тарик аль-Мулла. Новое правительство было сформировано за несколько месяцев до долгожданных выборов в парламент, которому предстоит вынести решение по вотуму доверия политическому и экономическому курсу кабинета, могущему ознаменоваться успехом для неконфликтного премьер-министра.

## Личная жизнь
Женат, двое детей. Считается технократом, избегающим внимания журналистов, не имеющим истории членства в политических партиях.